# Distrito histórico (Estados Unidos)

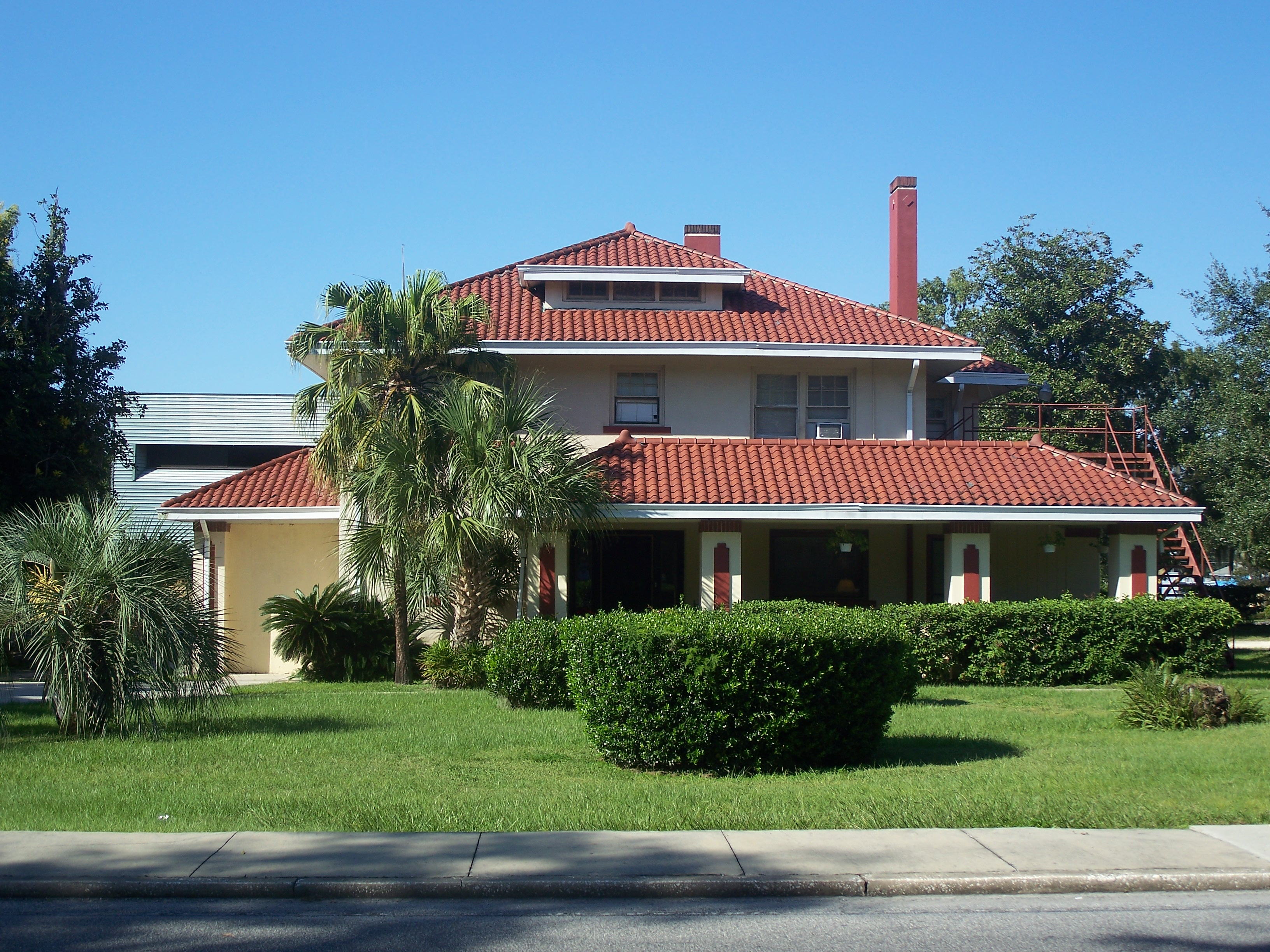
Casa de Helvenston, parte del Distrito Histórico Ocala, en Ocala, Florida.

Un distrito histórico en los Estados Unidos es un grupo de edificios, propiedades o sitios que han sido designados por una de las diversas entidades en diferentes niveles históricamente o como arquitectónicamente significativos. Los edificios, estructuras, objetos y lugares dentro de un distrito histórico normalmente se dividen en dos categorías; contribuyente y no contribuyente. Los distritos varían mucho en tamaño, algunos distritos tienen cientos de estructuras, mientras que otros solo tienen unas pocas.
El Gobierno Federal de los Estados Unidos designa barrios históricos a través del Departamento de Interior de Estados Unidos, bajo los auspicios del Servicio de Parques Nacionales. Federalmente designados los barrios históricos se enumeran en el Registro Nacional de Lugares Históricos. Los distritos históricos pueden seguir criterios similares y no tienen restricciones sobre las propiedades de los dueños o ellos pueden requerir la adhesión estricta a las normas de rehabilitación histórica. El distrito histórico local ofrece, por ahora, la mayoría de la protección jurídica en las propiedades históricas debido a que la mayoría de las decisiones del uso de la tierra se toman a nivel local. Los distritos locales están generalmente administrados por el condado o gobierno municipal. La tendencia de los distritos locales a imponer restricciones a los dueños de propiedades les induce a ser el blanco de la resistencia de la mayoría del público.
El primer distrito histórico se encuentra en Charleston, Carolina del sur y data de 1931, anticipándose a la designación del gobierno federal de EE. UU. en más de tres décadas. Otros distritos históricos locales empezaron a sobresalir y en 1966 el Gobierno de Estados Unidos creó el Registro Nacional de Lugares Históricos durante un informe de una conferencia de alcaldes en la que se dijo que los estadounidenses sufrían de "desarraigamiento". En los años 1980 hubo miles de distritos históricos federalmente designados.